# Liga Soviética de Letonia
La Liga Soviética de Letonia fue el torneo de fútbol más importante a nivel de clubes de la República Socialista Soviética de Letonia de 1945 a 1991 luego de la anexión de Letonia a la Unión Soviética.
Originalmente la liga iba a iniciar en 1941, pero no concluyó debido a la Operación Barbarroja.

## Lista de Campeones
| - 1941 : Cancelado - 1942-1944 : Interrumpido - 1945 : FK Dinamo Rīga - 1946 : Daugava Liepāja - 1947 : Daugava Liepāja - 1948 : Žmiļova Komanda - 1949 : Sarkanais Metalurgs - 1950 : FK AVN - 1951 : Sarkanais Metalurgs - 1952 : FK AVN - 1953 : Sarkanais Metalurgs - 1954 : Sarkanais Metalurgs - 1955 : Darba Reserves Rīga - 1956 : Sarkanais Metalurgs - 1957 : Sarkanais Metalurgs - 1958 : Sarkanais Metalurgs - 1959 : RER Rīga - 1960 : FK ASK | - 1961 : FK ASK - 1962 : FK ASK - 1963 : FK ASK - 1964 : FK ASK - 1965 : FK ASK - 1966 : ESR Rīga - 1967 : ESR Rīga - 1968 : Starts Brocēni - 1969 : FK Venta - 1970 : FK VEF Rīga - 1971 : FK VEF Rīga - 1972 : FK Jūrnieks - 1973 : FK VEF Rīga - 1974 : FK VEF Rīga - 1975 : FK VEF Rīga - 1976 : Enerģija Rīga - 1977 : Enerģija Rīga - 1978 : Ķīmiķis Daugavpils | - 1979 : Elektrons Rīga - 1980 : Ķīmiķis Daugavpils - 1981 : Elektrons Rīga - 1982 : Elektrons Rīga - 1983 : FK VEF Rīga - 1984 : Torpedo Rīga - 1985 : FK Alfa - 1986 : Torpedo Rīga - 1987 : Torpedo Rīga - 1988 : RAF Jelgava - 1989 : RAF Jelgava - 1990 : FK Gauja - 1991 : Forums-Skonto |

## Títulos por equipo
| Equipo              | Títulos |
| ------------------- | ------- |
| FK ASK              | 8       |
| Sarkanais Metalurgs | 7       |
| FK VEF Riga         | 6       |
| Enerģija Rīga       | 3       |
| Torpedo Riga        | 3       |
| Daugava Liepāja     | 2       |
| RAF Jelgava         | 2       |
| ESR Rīga            | 2       |
| Ķīmiķis Daugavpils  | 2       |
| Forums-Skonto       | 1       |
| FK Gauja            | 1       |
| Žmiļova Komanda     | 1       |
| FK Dinamo Riga      | 1       |
| Darba Reserves Rīga | 1       |
| Starts Brocēni      | 1       |
| FK Venta            | 1       |
| FK Alfa             | 1       |
| FK Jūrnieks         | 1       |